# Jerome Young
Jerome Young, född 14 augusti 1976 i Clarendon på Jamaica, är en amerikansk före detta friidrottare (kortdistanslöpare). 
Youngs främsta mästerskapsmerit är VM-guld på 400 meter vid VM i Paris 2003. Han ingick även i flera stafettlag som tog medaljer såväl vid VM 1997 som 2001.
Dessutom ingick Young tillsammans med Antonio Pettigrew, Michael Johnson och Tyree Washington i det lag som satte världsrekord på 4 × 400 meter 1998 med tiden 2.54,2.
Young har två gånger stängts av för dopning. Första gången i samband med OS 2000 då han blev av med sin OS-guldmedalj (som en del av det amerikanska stafettlaget). Sedan åkte Young fast i juli 2004 för EPO.
Youngs personliga rekord är på 44,09 sekunder.